# Raul Ferrão
Raul Ferrão (* 20. Oktober 1890 in Lissabon, Portugal; † 30. April 1953 ebenda) war ein portugiesischer Komponist. Seine Melodie zum Fado Coimbra wurde als April in Portugal ein großer Welthit. Ferrão gilt als der international erfolgreichste Komponist portugiesischer Geschichte; er ist der einzige seines Landes, der es bis in die Popmusik geschafft hat, die er mit dem Lied in den 1950er und 1960er Jahren mitbestimmte. Im Lissabonner Stadtteil Benfica ist eine Straße nach ihm benannt.

## Leben
Raul Ferrão stammt aus dem Lissabonner Stadtteil Santos-o-Velho und begann 1907, als 17-Jähriger, eine militärische Ausbildung an einer Militärakademie. 1917 und 1918 war er Mitglied des portugiesischen Afrikacorps und damit Teilnehmer des Ersten Weltkrieges. Nach dem Weltkrieg arbeitete er kurzzeitig als Dozent für Militärwissenschaften an der Militärakademie sowie als Chemieingenieur. Dann begann er ab den 1920er Jahren seiner künstlerischen Neigung nachzugehen und schrieb Musik für Revuen und Theaterstücke. Nach Einführung des Tonfilmes in Portugal war er auch als Filmkomponist tätig.
Für die Filme A Canção de Lisboa (1933), Portugals erstem Tonfilm, und Maria Papoila (1937) schrieb er die darin verwendeten Lieder wie Cancão da Papoila, Cancão de Lisboa, A agulha e o dedal, Castelos no ar, O balcãozinho, Fado do estudante. Weitere bekannte Fados von Ferrão waren: Maria Severa, Fado da Madragoa, Não gosto de ti, Fado do Marinheiro. Andere Songs, darunter sein zweiter Hit, jedoch nur in Portugal, Lisboa não sejas francesa und andere wurden von Nicolau Breyner, Teresa Salgueiro, Beatriz Costa oder Camané gesungen. Später erschien auch eine LP, die die berühmten Lissabonner Märsche (Marchas da Lisboa) zusammenfasste, die zwischen 1940 und 1952 entstanden waren. Der bekannteste war der Marcha da Mouraria aus dem Jahre 1940.
Am 30. April 1953 starb er – ohne den vollen Erfolg seines Werkes mitzubekommen – im Alter von 62 Jahren in Lissabon. Sein Sohn, Ruy Ferrão, ist ein bekannter Fernsehregisseur- und Produzent in Portugal.

### Welthit mitApril in Portugal
1939 schrieb er die Melodie zu dem Fado Coimbra, zu dem José Galhardo den Text beisteuerte. 1947 wurde die Melodie von Amália Rodrigues in dem Film Capas Negras gesungen, kam über Umwege nach Frankreich, wo er – mit derselben Melodie, aber anderem Titel und Text – seinen Siegeszug als April in Portugal um die Welt antrat. Das Lied wurde tausende Male gesungen und aufgezeichnet, in orchestralen und gesanglichen Versionen. Weltberühmte Stars wie Louis Armstrong, Tony Martin, Eartha Kitt, Julio Iglesias, Bing Crosby, Caterina Valente sangen den Song wie unterschiedliche nicht ganz so bekannte Künstler rund um den Globus. Auch für den finnischen Spielfilm Blindentanz von 1999 und den spanischen Spielfilm Una grande senora von 1959 wurde April in Portugal genutzt. Auch auf Französisch wurde das Lied ein Hit und von Yvette Giraud gesungen.
Es blieb der einzige internationale Erfolg von Raul Ferrão und eines portugiesischen Komponisten überhaupt. Vor ihm und nach ihm war es niemals einem portugiesischen Komponisten gelungen, einen Welthit zu schreiben. Auch große portugiesische Stars sangen April in Portugal, allerdings in der portugiesischen Version als Coimbra, Amália Rodrigues war die bekannteste.